# What Lies Beneath (pel·lícula)
What Lies Beneath és una pel·lícula estatunidenca de drama i suspens de l'any 2000 dirigida per Robert Zemeckis. És protagonitzada per Harrison Ford i Michelle Pfeiffer. Va ser estrenada el 21 de juliol de 2000 i el 23 de novembre del mateix any a Espanya.

## Argument
Una parella madura veu com la seva filla s'ha fet major i va a la universitat, tot entrant en una nova fase de la seva vida. Ella (Claire) cada vegada passa més temps a casa; ara viu a la riba d'un llac a la casa que una vegada va pertànyer al pare del seu marit, el famós científic Norman Spencer (Harrison Ford).
La seva nova veïna es diu Mary (Miranda Otto) i un dia la troba amb por al fons de la casa. Claire pensa que ella és terroritzada pel seu marit Warren (James Remar). Un dia Mary desapareix i Claire comença a sospitar que va ser assassinada pel marit d'ella.
A Claire li comencen a esdevenir successos estranys, veu un reflex en el llac, portes que s'obren per si soles, sorolls estranys, paraules escrites en cristalls entelats, la banyera s'omple sola d'aigua i comença a creure que el fantasma de Mary l'està pressionant.
Arriba a fer sessions d'espiritisme per intentar descobrir alguna cosa i com més aprofundeix en la possible causa dels fets, més comprendrà el passat que va succeir a la casa. Claire descobreix que el fantasma realment era l'amant del seu marit, Norman, que va ser assassinada un any abans i que ara vol comunicar-se amb ella per explicar-li la veritat del que va passar.
El seu marit comença a preocupar-se per ella i descobreix que Claire sap el seu secret, per la qual cosa la droga i intenta ofegar-la en la banyera. Però ella es defensa i aconsegueix escapar momentàniament. La baralla prossegueix fins a arribar a un pont en el qual tots dos cauen a l'aigua, on l'amant de Norman havia estat abandonada i apareix per agafar-lo fins a ofegar-lo, fent possible que Claire se salvi. Alhora, permet que l'esperit de Madison pugui marxar i seguir el seu camí. Al final de la pel·lícula, es veu a Claire en un cementiri, col·locant flors sobre la tomba de la ex-amant assassinada (Madison), però no en la de Norman.

## Repartiment
- Harrison Ford com a Norman Spencer
- Michelle Pfeiffer com a Claire Spencer
- Joe Morton com a el Doctor Drayton
- Diana Scarwid com a Jody
- James Remar com a Warren
- Miranda Otto com a Mary Feur
- Wendy Crewson com a Elena
- Amber Valletta com a Madison Elizabeth Frank

## Recepció crítica i comercial
Segons la pàgina d'Internet Rotten Tomatoes va rebre un 45 % de comentaris positius, arribant a la següent conlusió: "Robert Zemeckis no pot salvar un thriller incomprensible i gens original".
Segons la pàgina d'Internet Metacritic va obtenir crítiques mixtes, amb un 51 % d'aprovació, basat en 35 comentaris dels quals 15 són positius.
Va entrar directament al número u de la taquilla nord-americana, recaptant als Estats Units 155 milions de dòlars. Sumant les recaptacions internacionals la xifra ascendeix a 291 milions, mentre que el seu pressupost va ser de 100 milions.

## DVD
What Lies Beneath va sortir a la venda el 10 d'octubre de 2001 a Espanya en format DVD. El disc conté menús interactius i accés directe a escenes.
Simultàniament amb el llançament del DVD es va editar una edició especial de la pel·lícula que conté menús interactius, accés directe a escenes, com es va fer, comentaris, notes de producció, el trailer de la pel·lícula, el repartiment i equip de producció.
També va sortir en format VHS i l'any 2002 es va tornar a llançar en VHS dins la col·lecció "Cinema 5 estrelles".